# Lindblad (Mondkrater)
Lindblad ist ein Einschlagkrater auf der Mondrückseite.
Der Krater Lindblad liegt am nordwestlichen Rand des Mondes, südwestlich des größeren Brianchon und nordwestlich des vergleichbar großen Cremona. Im Osten schließt sich direkt sein Nebenkrater F an.
Der Höhenunterschied zwischen Kraterwall und Kraterboden beträgt zirka 3,68 km. Lindblad ist durch eine Reihe späterer Einschläge gezeichnet, die Entstehungszeit des Kraters wird der nektarischen Periode zugerechnet.
Lindblad hat drei Nebenkrater:
| Buchstabe | Position            | Durchmesser | Link |
| --------- | ------------------- | ----------- | ---- |
| F         | 70,1° N, 94,42° W   | 44 km       |      |
| S         | 69,45° N, 105,72° W | 26 km       |      |
| Y         | 72,72° N, 101,15° W | 28 km       |      |

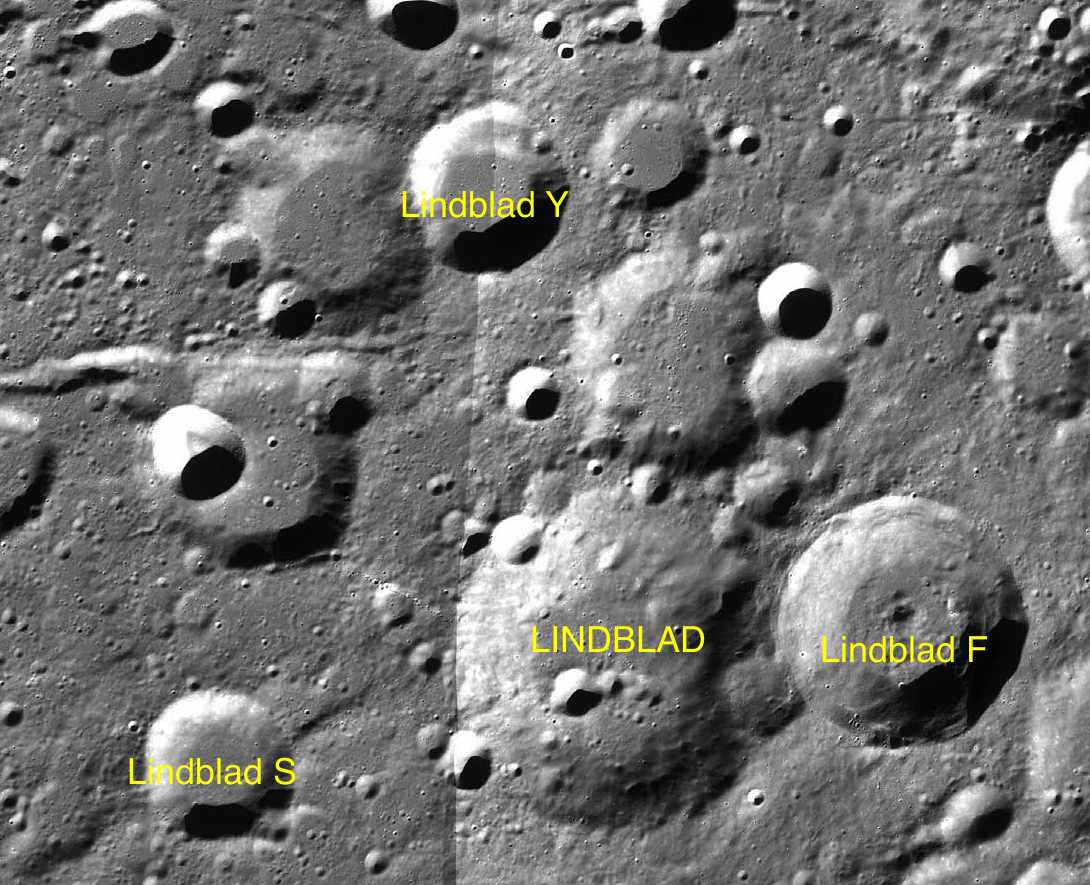
Lindblad mit seinen Nebenkratern

Der Krater wurde 1970 von der IAU offiziell nach dem schwedischen Astronomen Bertil Lindblad benannt.